# Liste der Kategorie-A-Bauwerke in Aberdeen

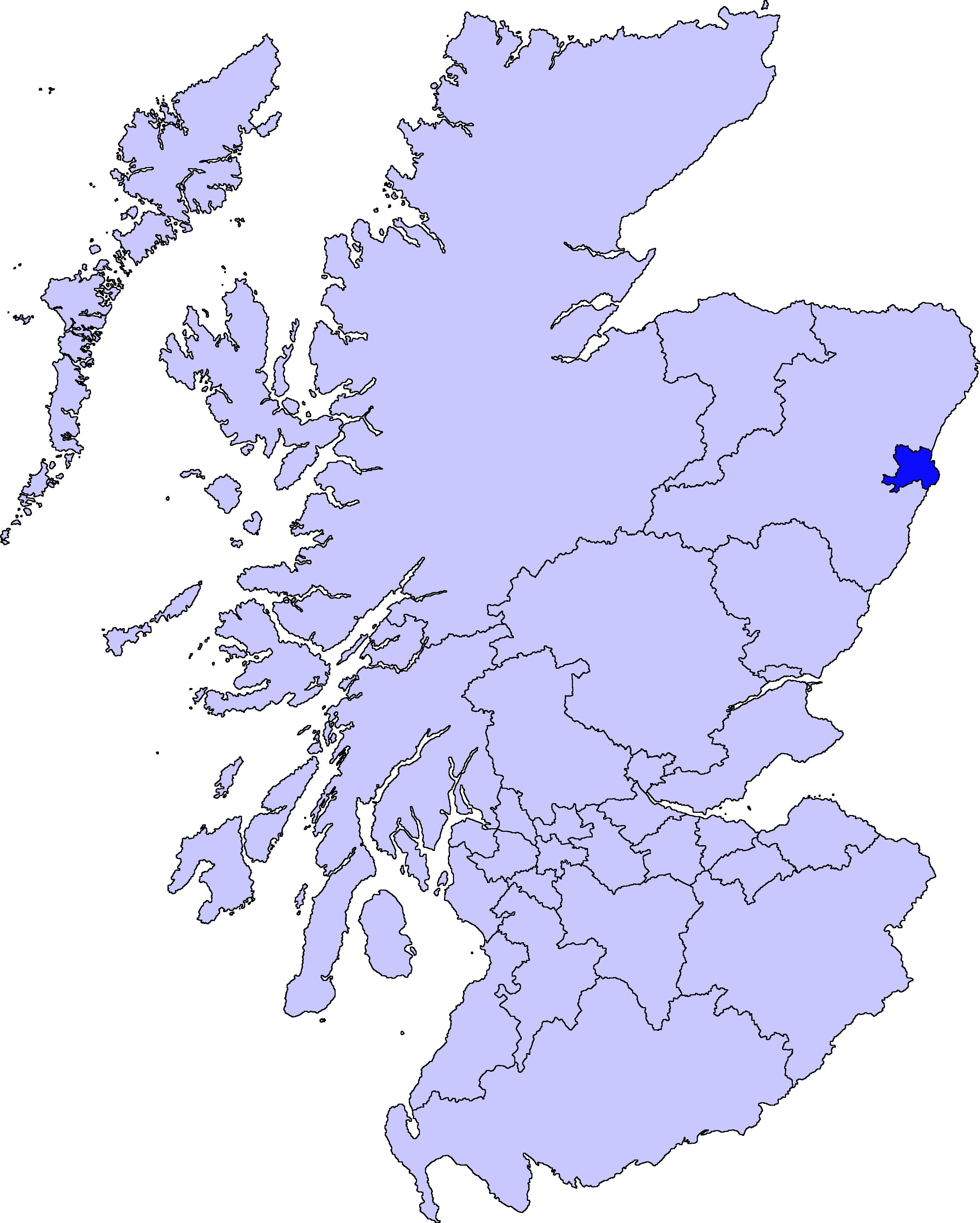
Lage von Highland in Schottland

Die Liste der Kategorie-A-Gebäude in Aberdeen umfasst sämtliche in der Kategorie A eingetragenen Baudenkmäler in der schottischen Council Area Aberdeen. Die Einstufung wird anhand der Kriterien von Historic Scotland vorgenommen, wobei in die höchste Kategorie A Bauwerke von nationaler oder internationaler Bedeutung einsortiert sind. In Highland sind derzeit 69 Bauwerke in der Kategorie A gelistet.
| Name                                  | Lage                           | Typ                            | Eintrag | Bild                              |
| ------------------------------------- | ------------------------------ | ------------------------------ | ------- | --------------------------------- |
| Lidell’s Monument                     | 57° 13′ 38,3″ N, 2° 13′ 5,4″ W | Denkmal                        | 2230    | Lidell’s Monument                 |
| Culter House                          | 57° 6′ 9,8″ N, 2° 15′ 28,3″ W  | Herrenhaus                     | 15714   | Culter House                      |
| Grandholm Mill                        | 57° 10′ 38,1″ N, 2° 7′ 28,3″ W | Mühle                          | 18985   | Grandholm Mill                    |
| St Nicholas Congregational Church     | 57° 8′ 49″ N, 2° 6′ 6,7″ W     | Kirche                         | 19937   | St Nicholas Congregational Church |
| Triple Kirks                          | 57° 8′ 51,4″ N, 2° 6′ 9,6″ W   | Kirche                         | 19940   | Triple Kirks                      |
| Greyfriars John Knox Church           | 57° 8′ 55,6″ N, 2° 5′ 45,6″ W  | Kirche                         | 19941   | Greyfriars John Knox Church       |
| King’s College Chapel                 | 57° 9′ 51,1″ N, 2° 6′ 4,5″ W   | Kirche                         | 19943   | King’s College Chapel             |
| North Church                          | 57° 8′ 57,9″ N, 2° 5′ 38,3″ W  | Kirche                         | 19946   | North Church                      |
| Queen’s Cross Church                  | 57° 8′ 35,9″ N, 2° 7′ 29,9″ W  | Kirche                         | 19948   | Queen’s Cross Church              |
| St Andrew’s Cathedral                 | 57° 8′ 56,7″ N, 2° 5′ 35,3″ W  | Kirche                         | 19953   | St Andrew’s Cathedral             |
| St Machar’s Cathedral                 | 57° 10′ 11,4″ N, 2° 6′ 8,5″ W  | Kirche                         | 19957   | St Machar’s Cathedral             |
| St Margaret of Scotland Chapel        | 57° 9′ 26,7″ N, 2° 5′ 59,2″ W  | Kirche                         | 19961   | St Margaret of Scotland Chapel    |
| St Mary’s Church                      | 57° 8′ 40″ N, 2° 7′ 10,5″ W    | Kirche                         | 19964   | St Mary’s Church                  |
| Kirk of St Nicholas                   | 57° 8′ 51,1″ N, 2° 5′ 57,9″ W  | Kirche                         | 19966   | Kirk of St Nicholas               |
| Friedhof der Kirk of St Nicholas      | 57° 8′ 49,3″ N, 2° 5′ 58,3″ W  | Friedhof                       | 19967   | Friedhof der Kirk of St Nicholas  |
| Advocates’ Hall                       | 57° 8′ 53,7″ N, 2° 5′ 42,5″ W  | Versammlungsgebäude            | 19977   | Advocates’ Hall                   |
| Aberdeen Art Gallery und Cowdray Hall | 57° 8′ 53,3″ N, 2° 6′ 9,5″ W   | Konzerthalle, Kunstgalerie     | 19978   | Cowdray Hall                      |
| 35 Regent Quay                        | 57° 8′ 47,4″ N, 2° 5′ 28,1″ W  | Wohngebäude                    | 19982   | 35 Regent Quay                    |
| 27–31 King Street                     | 57° 8′ 56,3″ N, 2° 5′ 37,9″ W  | Versammlungshalle, Wohngebäude | 19983   | 27–31 King Street                 |
| Aberdeen Town House                   | 57° 8′ 53,1″ N, 2° 5′ 40,9″ W  | Rathaus                        | 19990   | Aberdeen Town House               |
| Music Hall                            | 57° 8′ 43,2″ N, 2° 6′ 17,4″ W  | Konzerthalle                   | 19991   | Music Hall                        |
| Altes Rathaus von Aberdeen            | 57° 10′ 1,6″ N, 2° 6′ 8,1″ W   | Rathaus                        | 19992   | Altes Rathaus von Aberdeen        |
| Simpson Pavilion                      | 57° 8′ 56,5″ N, 2° 6′ 20,2″ W  | Krankenhaus                    | 19995   | Simpson Pavilion                  |
| Marktkreuz von Aberdeen               | 57° 8′ 53,8″ N, 2° 5′ 33,4″ W  | Marktkreuz                     | 19999   | Marktkreuz von Aberdeen           |
| Bishop Elphinstone Monument           | 57° 9′ 51″ N, 2° 6′ 6,4″ W     | Denkmal                        | 20005   | Bishop Elphinstone Monument       |
| Brunnen im Victoria Park              | 57° 9′ 6,9″ N, 2° 7′ 20,1″ W   | Brunnen                        | 20065   | Brunnen im Victoria Park          |
| Brig o’ Balgownie                     | 57° 10′ 38,2″ N, 2° 5′ 54,9″ W | Brücke                         | 20067   | Brig o’ Balgownie                 |
| Bridge of Dee                         | 57° 7′ 22,4″ N, 2° 7′ 8″ W     | Brücke                         | 20068   | Bridge of Dee                     |
| Wellington Suspension Bridge          | 57° 8′ 8,1″ N, 2° 5′ 44″ W     | Brücke                         | 20073   | Wellington Suspension Bridge      |
| Girdleness Lighthouse                 | 57° 8′ 20,5″ N, 2° 2′ 54,9″ W  | Leuchtturm                     | 20078   | Girdleness Lighthouse             |
| Old Town’s School                     | 57° 8′ 49,5″ N, 2° 6′ 3,4″ W   | Schulgebäude                   | 20082   | Old Town’s School                 |
| Robert Gordon’s College               | 57° 8′ 57,6″ N, 2° 6′ 9,9″ W   | Schulgebäude                   | 20088   | Robert Gordon’s College           |
| Marischal College                     | 57° 8′ 57,6″ N, 2° 6′ 46,9″ W  | Schulgebäude                   | 20096   | Marischal College                 |
| Devanha House                         | 57° 8′ 10,2″ N, 2° 6′ 8,2″ W   | Villa                          | 20098   | Devanha House                     |
| Westburn House                        | 57° 9′ 15,5″ N, 2° 7′ 21,7″ W  | Villa                          | 20108   | Westburn House                    |
| Provost Skene’s House                 | 57° 8′ 53,9″ N, 2° 5′ 51,1″ W  | Villa                          | 20156   | Provost Skene’s House             |
| 5 Castle Street                       | 57° 8′ 53,4″ N, 2° 5′ 37,1″ W  | Geschäftsgebäude               | 20162   | 5 Castle Street                   |
| 53 Castle Street                      | 57° 8′ 51,7″ N, 2° 5′ 36,9″ W  | Öffentliches Gebäude           | 20174   | 53 Castle Street                  |
| Mitchell Hospital                     | 57° 10′ 7,7″ N, 2° 6′ 13,1″ W  | Armenhaus                      | 20186   | Mitchell Hospital                 |
| Bede House                            | 57° 10′ 3,3″ N, 2° 6′ 6,1″ W   | Wohngebäude                    | 20288   | Bede House                        |
| Cruickshank’s Lodgings                | 57° 10′ 38,9″ N, 2° 6′ 1,7″ W  | Wohngebäude                    | 20299   | Cruickshank’s Lodgings            |
| Northern Hotel                        | 57° 9′ 43,8″ N, 2° 6′ 59,4″ W  | Hotel                          | 20331   | Northern Hotel                    |
| Tivoli Theatre                        | 57° 8′ 42,3″ N, 2° 5′ 51,3″ W  | Theatergebäude                 | 20333   | Tivoli Theatre                    |
| 62 Hamilton Place                     | 57° 8′ 52,3″ N, 2° 7′ 35,3″ W  | Villa                          | 20334   | 62 Hamilton Place                 |
| 64–66 Hamilton Place                  | 57° 8′ 52″ N, 2° 7′ 36,4″ W    | Villa                          | 20335   | 64–66 Hamilton Place              |
| 68–70 Hamilton Place                  | 57° 8′ 51,7″ N, 2° 7′ 37,7″ W  | Villa                          | 20336   | 68–70 Hamilton Place              |
| 72 Hamilton Place                     | 57° 8′ 51,4″ N, 2° 7′ 38,6″ W  | Villa                          | 20337   | 72 Hamilton Place                 |
| 74–76 Hamilton Place                  | 57° 8′ 51,1″ N, 2° 7′ 39,6″ W  | Villa                          | 20338   | 74–76 Hamilton Place              |
| 78–80 Hamilton Place                  | 57° 8′ 50,9″ N, 2° 7′ 40,6″ W  | Villa                          | 20339   | 78–80 Hamilton Place              |
| 82–84 Hamilton Place                  | 57° 8′ 50,6″ N, 2° 7′ 41,6″ W  | Villa                          | 20340   | 82–84 Hamilton Place              |
| 86–88 Hamilton Place                  | 57° 8′ 50,4″ N, 2° 7′ 42,6″ W  | Villa                          | 20341   | 86–88 Hamilton Place              |
| 90–92 Hamilton Place                  | 57° 8′ 50,1″ N, 2° 7′ 43,7″ W  | Villa                          | 20342   | 90–92 Hamilton Place              |
| 94–96 Hamilton Place                  | 57° 8′ 49,8″ N, 2° 7′ 44,8″ W  | Villa                          | 20343   | 94–96 Hamilton Place              |
| 81 High Street                        | 57° 9′ 58″ N, 2° 6′ 10,9″ W    | Villa                          | 20360   | 81 High Street                    |
| 96 High Street                        | 57° 10′ 0″ N, 2° 6′ 7,3″ W     | Wohngebäude                    | 20374   | 96 High Street                    |
| 50 Queen’s Road                       | 57° 8′ 30,2″ N, 2° 8′ 7″ W     | Villa                          | 20459   | 50 Queen’s Road                   |
| 1–13 Rosemount Square                 | 57° 8′ 57,3″ N, 2° 6′ 42″ W    | Wohngebäude                    | 20471   | 1–13 Rosemount Square             |
| 48–50 Shiprow                         | 57° 8′ 48,1″ N, 2° 5′ 41″ W    | Wohngebäude                    | 20484   | 48–50 Shiprow                     |
| 1–3 Union Terrace                     | 57° 8′ 44,6″ N, 2° 6′ 9,8″ W   | Geschäftsgebäude               | 20573   | 1–3 Union Terrace                 |
| His Majesty’s Theatre                 | 57° 8′ 52,8″ N, 2° 6′ 17,8″ W  | Theatergebäude                 | 20605   | His Majesty’s Theatre             |
| 79 Hamilton Place                     | 57° 8′ 49,5″ N, 2° 7′ 40,1″ W  | Villa                          | 20628   | 79 Hamilton Place                 |
| 98 Hamilton Place                     | 57° 8′ 49,7″ N, 2° 7′ 45,7″ W  | Villa                          | 20629   | 98 Hamilton Place                 |
| Bahnhof Aberdeen                      | 57° 8′ 37,3″ N, 2° 5′ 55,3″ W  | Bahnhof                        | 20673   | Bahnhof Aberdeen                  |
| Ferryhill Turntable                   | 57° 7′ 52,4″ N, 2° 5′ 59,4″ W  | Verkehrsbauwerk                | 43378   | Ferryhill Turntable               |
| Broadford Works                       | 57° 9′ 10,5″ N, 2° 6′ 28,3″ W  | Industriebauwerk               | 43908   | Broadford Works                   |
| Crombie Halls                         | 57° 9′ 49,5″ N, 2° 6′ 14,4″ W  | Wohngebäude                    | 50016   | Crombie Halls                     |
| Gilcomstoun Land                      | 57° 8′ 48,4″ N, 2° 6′ 35,3″ W  | Wohngebäude                    | 52522   | 1–76 Gilcomstoun Land             |
| Virginia Court und Marischal Court    | 57° 8′ 56″ N, 2° 5′ 24,8″ W    | Wohngebäude                    | 52523   | 1–48 Virginia Court               |
| Porthill Court und Seamount Court     | 57° 9′ 8,9″ N, 2° 5′ 55,4″ W   | Wohngebäude                    | 52524   | 1–72 Porthill Court               |